# Битва при Дрюріс-Блафф

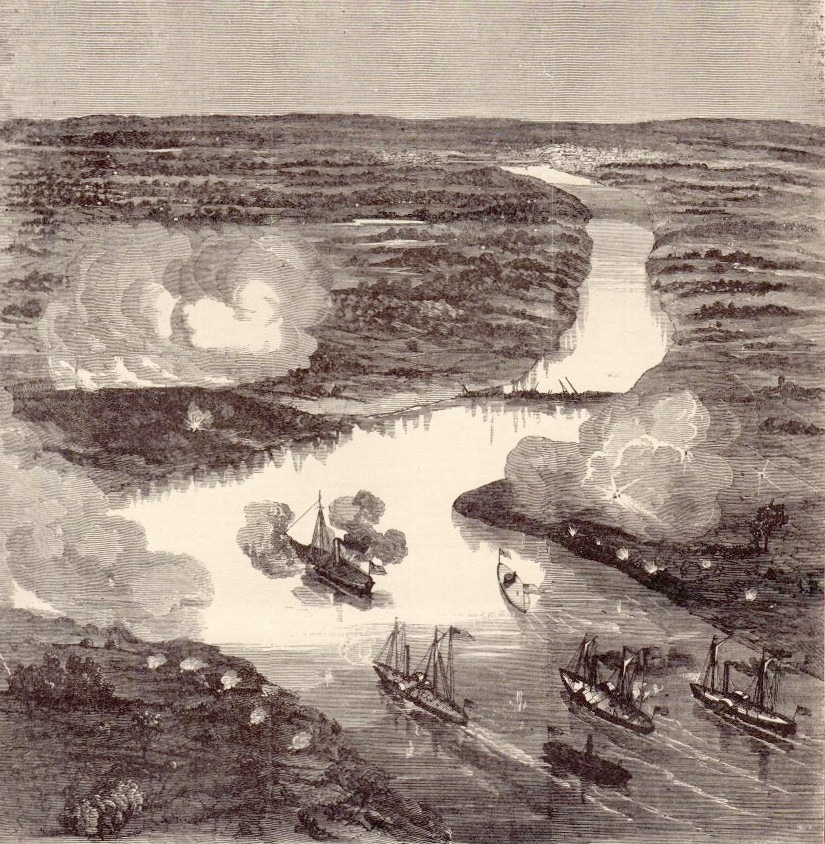
Гравюра з зображенням битви при Дрюрі-Блафф

Битва при Дрюрис-Блафф (англ.  Battle of Drewry's Bluff) — одна з битв кампанії на Вірджинському півострові під час Громадянської війни в США, яке відбулося 15 травня 1862 року в окрузі Честерфілд, штат Віргінія. Флотилія з п'яти федеральних бойових кораблів, на чолі якої йшли броненосці USS Galena і USS Monitor піднялася вгору по річці Джеймс для того, щоб перевірити боєм оборону міста Ричмонду. В ході наступу вони наразилися на опір поблизу форту Дарлінг. Після кількох годин бою федеральний флот відступив.

## Дрюріс-Блафф
Дрюріс-Блафф знаходився на високому південному березі річки Джеймс на висоті близько 30 метрів. Перші укріплення були зведені фермерами округу Честерфілд ще в 1861 році. До початку кампанії на Вірджинії півострові вони були ще не закінчені і слабо озброєні, але наступ федеральної армії змусило жителів півдня прискорити будівництво. За роботами особисто спостерігав полковник Джордж Вашингтон Кастіс Лі, син генерала Лі.
Насамперед були споруджені загородження у руслі річки. Для цього було затоплено кілька навантажених каменем барж і вбиті палі в дно річки. 17 березня капітан Огастус Дрюрі встановив у форті берегову артилерію: одну 10-дюймову колумбіаду і дві 8-дюймових. Після підриву CSS Virginia у форт були переміщені корабельні гармати з броненосця. У результаті до початку битви форт мав 4 гладкоствольних та 4 нарізних гармати.
Оборону форту здійснювали приблизно 200 бійців — в тому числі команда броненосця CSS Virginia (близько 50 осіб) та батальйон морської піхоти під командуванням капітана Джона Сіммса (близько 80 чол.).

## Передісторія
На початку травня 1862 року федеральна армія у ході наступу на Вірджинському півострові зайняла місто Йорктаун. У ті ж дні президент Лінкольн прибув у форт Монро. 7 травня він вирішив, що Норфолк тепер відрізаний від основних сил противника і може бути легко взятий. Це залишало броненосець CSS Virginia без його єдиного великого порту на Атлантичному узбережжі. У той же день Лінкольн дізнався від дезертира, що жителі півдня евакуюють Норфолк і Госпорт. 8 травня кілька федеральних кораблів, включаючи новий броненосець USS Galena, обстріляли узбережжя та в гирло річки Джеймс. Проте при появі броненосця CSS Virginia федеральний флот відійшов.
9 травня було вибрано місце для десантування, і 10 травня о 07:00 генерал Джон Вул з загоном у 6000 осіб висадився близько Норфолку. Місто було взято без єдиного пострілу. Здача Норфолка і знищення його верфей залишали без бази броненосець CSS Virginia. Тієї ж ночі адмірал Тетналл за допомогою команди намагався полегшити броненосець так, щоб він зміг пройти мілини річки Джеймс. Йому вдалося зменшити осадку корабля на три фути. Однак цього виявилося недостатньо і було прийнято рішення підірвати корабель. Рано вранці 11 травня він був підірваний біля острова Крені-Айленд. Зняті з корабля гармати були використані для берегової оборони річки Джеймс.

У той же день федеральний головнокомандувач Макклеллан дізнався про знищення броненосця CSS Virginia, а 15 травня, він записав у щоденнику:
Я не являю, як вони можуть залишити Вірджинію та Ричмонд без бою; так само я не розумію, чому вони залишити та зруйнували Норфолк та Меррімак, якщо тільки вони не задумали залишити всю Вірджинію. Втім, цю головоломку ми скоро розгадаємо..
Макклеллан зрозумів, що тепер з'явився шанс прорватися до столиці супротивника без ризикованих сухопутних битв, і наказав генералу Голдсборо сформувати флотилію і рушити її на Ричмонд. У своєму наказі Макклеллан наказав знищувати всі укріплення на шляху до Ричмонд, і знищувати склади, і лише потім приступати до бомбардування міста. В результаті Голдсборо вирішив виконувати наказ буквально і витрачати час на кожне дрібне укріплення, замість того, щоб стрімко прориватися до мети. Кожна така затримка давала південцям трохи додаткового часу на посилення оборони.
Здача Норфолка і зникнення CSS Virginia означало, що тепер федеральний флот може почати висунення вгору по річці Джеймс до самого Ричмонда. Єдиною серйозною перешкодою для федерального флоту тепер було укріплення Дрюріс-Блафф, відомий так само як Форт-Дарлінг. Спроба прориву федерального флоту до Ричмонду в підсумку призвела до битви при Дрюріс-Блафф.
Для прориву до Ричмонд була сформована флотилія з п'яти кораблів. В авангарді йшов новий броненосець USS Galena; експериментальний броненосець USRC Naugatuck (буквений індекс означає належність корабля до служби митних кораблів — попередниці сучасної Берегової охорони), озброєний 100-фунтовою гарматою і двома гаубицями; броненосець USS Monitor, озброєний двома гарматами Дальгрена; гвинтові канонерка USS Aroostook і колісна канонерка USS Port Royal. Командування флотилією здійснював командор Джон Роджерс.

## Битва
15 травня о 06:30 федеральна флотилія наблизилася до укріплень південців. Попереду йшов броненосець USS Galena. Капітан Роджерс підвів корабель на відстань 600 метрів до позицій супротивника і розгорнув його поперек фарватеру, бортом до форту. Броненосець відкрив вогонь і почалася шестигодинна перестрілка, в якій брали участь знаряддя кораблів, форту, сухопутні батареї і гвинтівки обох сторін. Південці сконцентрували свій вогонь в основному на USS Galena. Інші кораблі спробували включитися в бій, але з різних причин не змогли. У броненосця USRC Naugatuck відмовила основна гармата і він відступив. Дерев'яні кораблі USS Port Royal і USS Aroostook відразу отримали пошкодження снарядами і відійшли. Добре броньований USS Monitor намагався прикрити флагман і обстріляти позиції супротивника, але у його гармат виявився недостатній кут піднесення для стрільби по форту. Згодом і USS Monitor був змушений відступити.
Броненосець USS Galena продовжував вести обстріл укріплень супротивника і вивів з ладу дві ворожі гармати, однак незабаром у нього виявилося слабке місце. На відміну від товстої броні USS Monitor, цей корабель мав більш тонкі броньові листи, які погано витримували удари ядер. Незабаром з ладу вийшла четверта частина команди броненосця. Коли частина гармат залишилися без прислуги, капрал Джон Мекі крикнув: «За діло, хлопці, ось шанс для морпіхів!» Морські піхотинці встали до гармат, відкрили вогонь, і їм вдалося підірвати один з казематів форту. В 11:30 на броненосці підійшли до кінця боєприпаси і він відступив. Командор Роджерс визнав, що укріплення супротивника неможливо знищити без підтримки сухопутних сил.

## Наслідки
Федеральний флот не домігся в цій битві ніяких стратегічних результатів, проте бій показав, наскільки Ричмонд вразливий з боку річки Джеймс і викликав у командування Півдня побоювання, що така спроба прориву може повторитися вже при підтримці сухопутних сил. Президент Лінкольн так само сподівався, що саме з цієї сторони вдасться прорватися до Ричмонду. Однак Макклеллан, в силу різних причин не зробив спроб такого роду. Згодом Макклеллан сам визнав, що наступ на річці Джеймс мав свої переваги, але послався на те, що втручання президента створювало йому труднощі.

Роджерс втратив у цій битві близько 13 вбитими і 11 пораненими. Згідно з деякими даними, він втратив щонайменше 12 убитими і 15 пораненими. Тоді як загальні втрати Конфедерації, становили тільки 7 убитих і 8 поранених. Після битви броненосець USS Galena залишився на річці Джеймс і повернувся в Сіті-Пойнт. Він обстрілював солдатів Конфедерації на берегах річки і прикривав висадку федерального десанту в Сіті-Пойнт. 27 червня генерал Макклеллан піднявся на борт броненосця, щоб знайти місце для нового табору, а 30 червня Макклеллан був змушений відступити вниз по річці під прикриттям вогню USS Galena та інших судів. Флот продовжував прикривати його армію, поки вона не була виведена в Північну Віргінію. Броненосець USS Galena патрулював річку Джеймс, прикриваючи транспорти від нападів з півдня, поки не був виведений з флотилії річки Джеймс вересня 1862 року. USS Galena і USS Monitor залишилися в Ньюпорт-Ньюс на випадок, якщо південці побудують броненосці в Ричмонді і атакують Гемптон-Роудс. 19 травня 1863 року USS Galena покинув Гемптон-Роудс і прибув до Філадельфії і був відправлений на ремонт і реконструкцію. Його броня була знята вся, крім ділянок у машин і котлів, озброєння було посилено до восьми 9-дюймових гармат Дальгрена і одного 100-фунтової гармати Паррота. USS Galena був введений в експлуатацію тільки 15 лютого 1864 року, але тепер під командуванням лейтенант-командера Кларка Уеллса.
|                        |  |                  |  |                               |  |                    |
| Форт Дарлінг зсередини |  | Колумбіада форту |  | Загрородження на річці Джеймс |  | Вигляд форту зовні |